# 张武 (梁相)
张武（?—?），河东郡平阳（治今山西省临汾西南）人，西汉政治人物。张敞之弟。
张敞为京兆尹，张武被拜为梁相。当时梁王刘定国侈，当地百姓多豪强，梁国号称难治。张敞问张武：“想要怎样治理梁国？”张武敬畏兄长，谦逊不肯回答。张敞派属吏送他至关，让属吏再问张武。张武回答：“驾驭狡猾的马匹要善用马衔和马鞭，梁国是大都市，官民凋敝，正应用柱后惠文弹压治理。”秦朝狱法吏戴柱后惠文，张武是要以刑法管理梁国。属吏回来告诉张敞，张敞笑着说：“张武一定会治理好梁国。”张武到任后，按法律治理梁国，有治绩，也被称为能吏。